# Srednje Pijavško
Srednje Pijavško este o localitate din comuna Krško, Slovenia, cu o populație de 15 locuitori.